# Сен-Мартен-д’Арроса
Сен-Марте́н-д’Арроса́ (фр. Saint-Martin-d'Arrossa) — коммуна во Франции, находится в регионе Аквитания. Департамент — Атлантические Пиренеи. Входит в состав кантона Монтань-Баск. Округ коммуны — Байонна.
Код INSEE коммуны — 64490.

## География

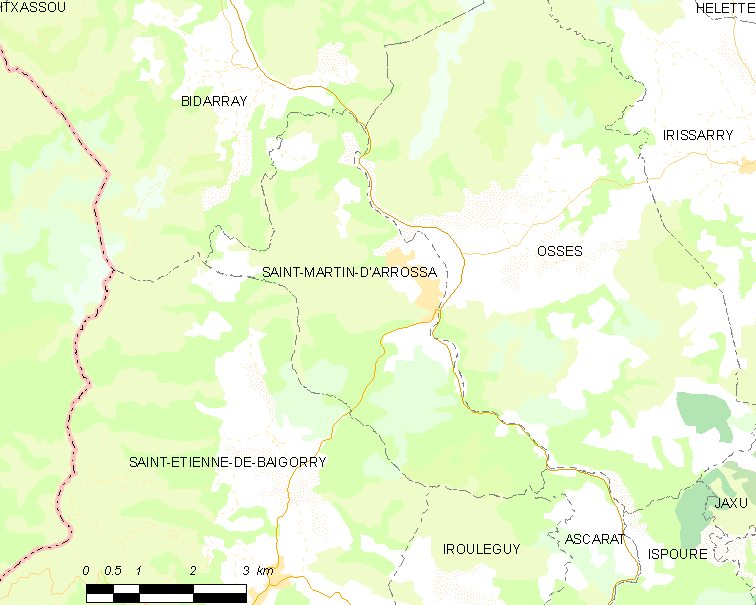
Карта коммуны

Коммуна расположена приблизительно в 690 км к юго-западу от Парижа, в 190 км южнее Бордо, в 80 км к западу от По.
По территории коммуны протекают реки Нив и Нив-д’Арнеги.

### Климат
Климат тёплый океанический. Зима мягкая, средняя температура января — от +5°С до +13°С, температуры ниже −10 °C бывают редко. Снег выпадает около 15 дней в году с ноября по апрель. Максимальная температура летом порядка 20-30 °C, выше 35 °C бывает очень редко. Количество осадков высокое, порядка 1100 мм в год. Характерна безветренная погода, сильные ветры очень редки.

## Население
Население коммуны на 2010 год составляло 470 человек.
| 1962 | 1968 | 1975 | 1982 | 1990 | 1999 | 2010 |
| ---- | ---- | ---- | ---- | ---- | ---- | ---- |
| 695  | 625  | 511  | 479  | 415  | 442  | 470  |

## Администрация
| Период | Период | Фамилия       | Партия | Примечания |
| ------ | ------ | ------------- | ------ | ---------- |
| 1995   | 2020   | Бернар Арраби |        |            |

## Экономика
В 2010 году среди 290 человек трудоспособного возраста (15-64 лет) 214 были экономически активными, 76 — неактивными (показатель активности — 73,8 %, в 1999 году было 69,0 %). Из 214 активных жителей работали 200 человек (111 мужчин и 89 женщин), безработных было 14 (6 мужчин и 8 женщин). Среди 76 неактивных 20 человек были учениками или студентами, 26 — пенсионерами, 30 были неактивными по другим причинам.

## Достопримечательности
- Церковь Св. Мартина (XIX век)[4]
- Протоисторические оборонительные укрепления. Исторический памятник с 1984 года[5]
- Протоисторическая стоянка. Исторический памятник с 1980 года[6]

## Фотогалерея

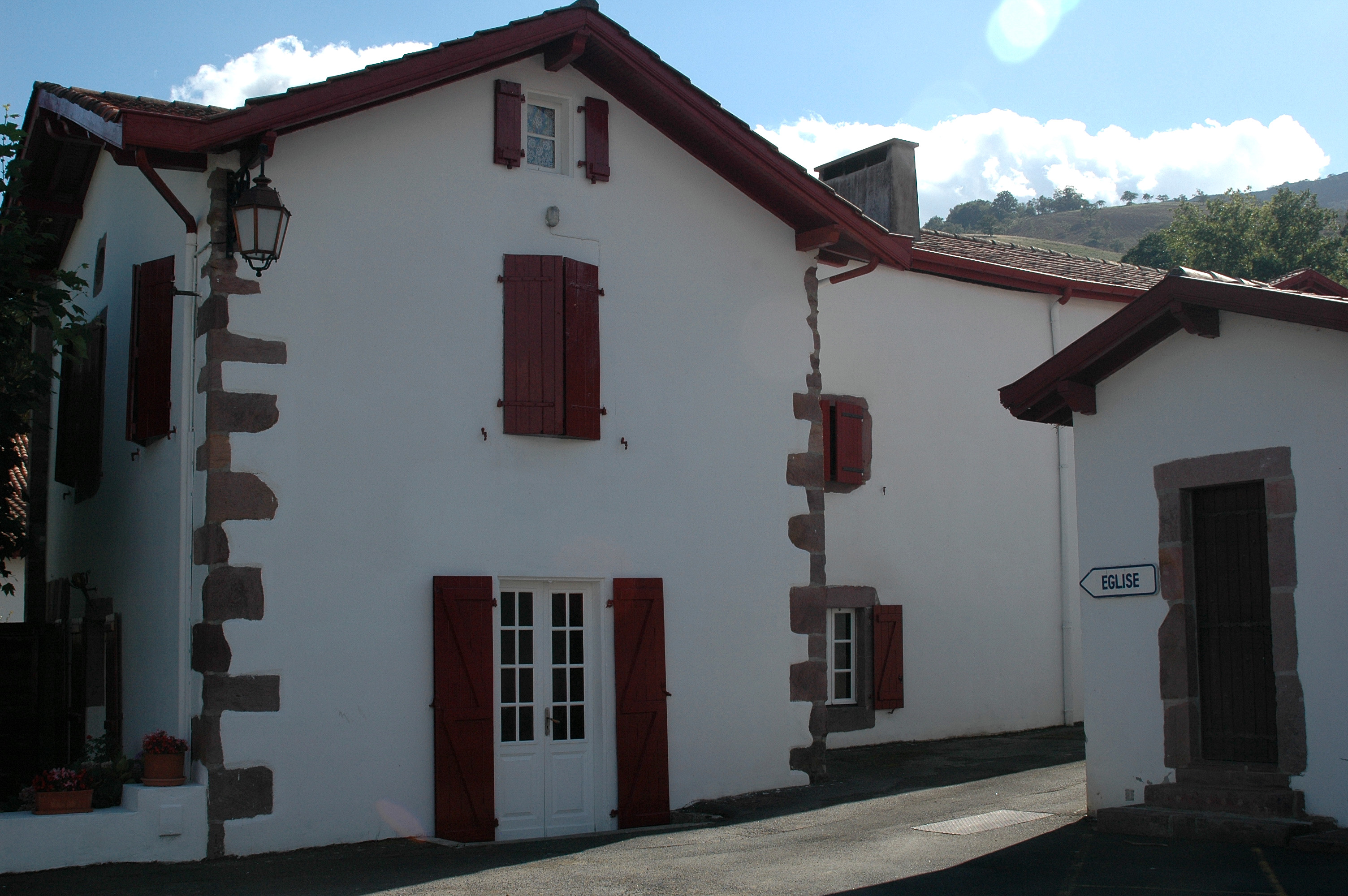
Традиционный дом
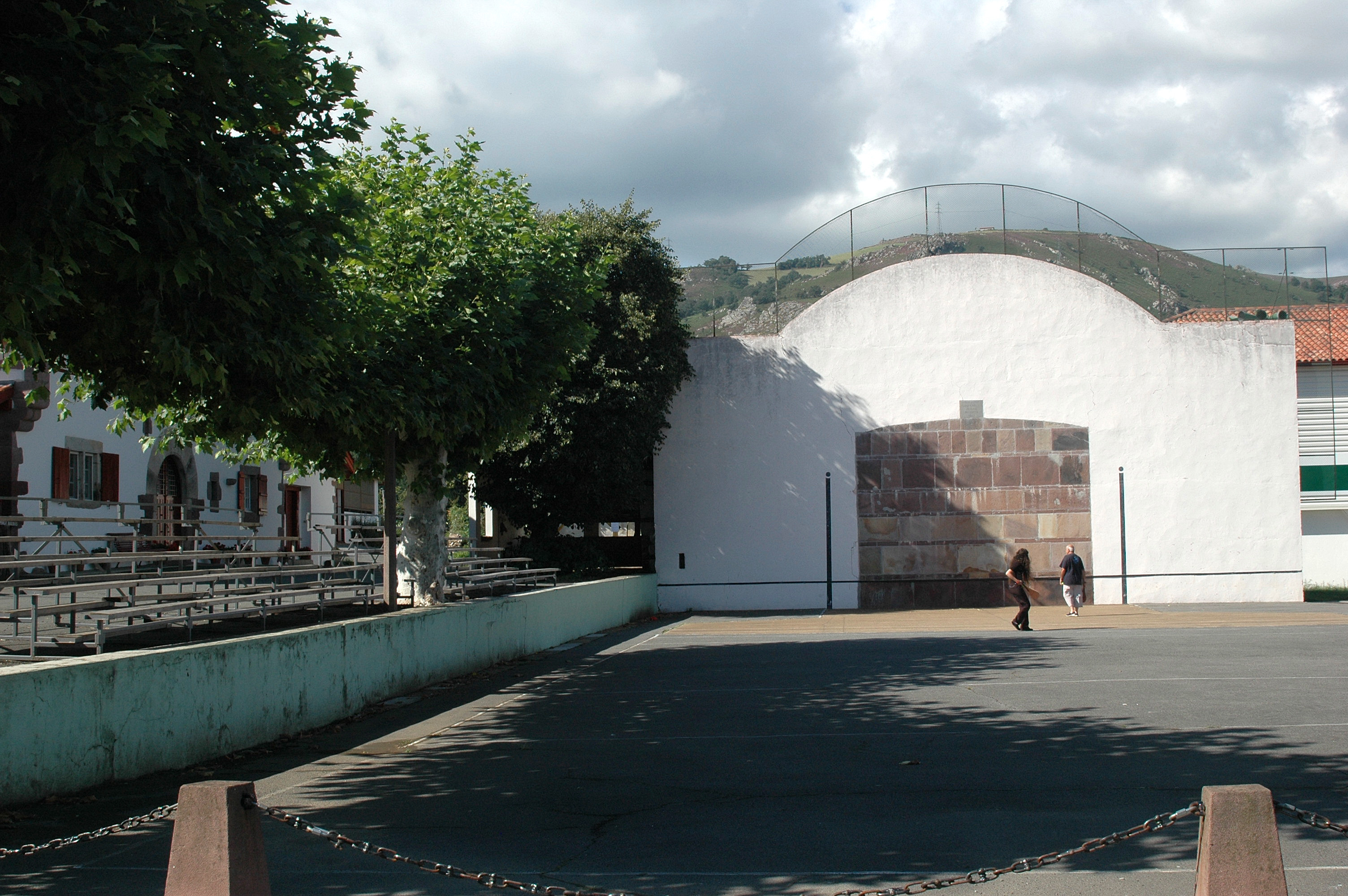
Фронтон (площадка для игры в пелоту)
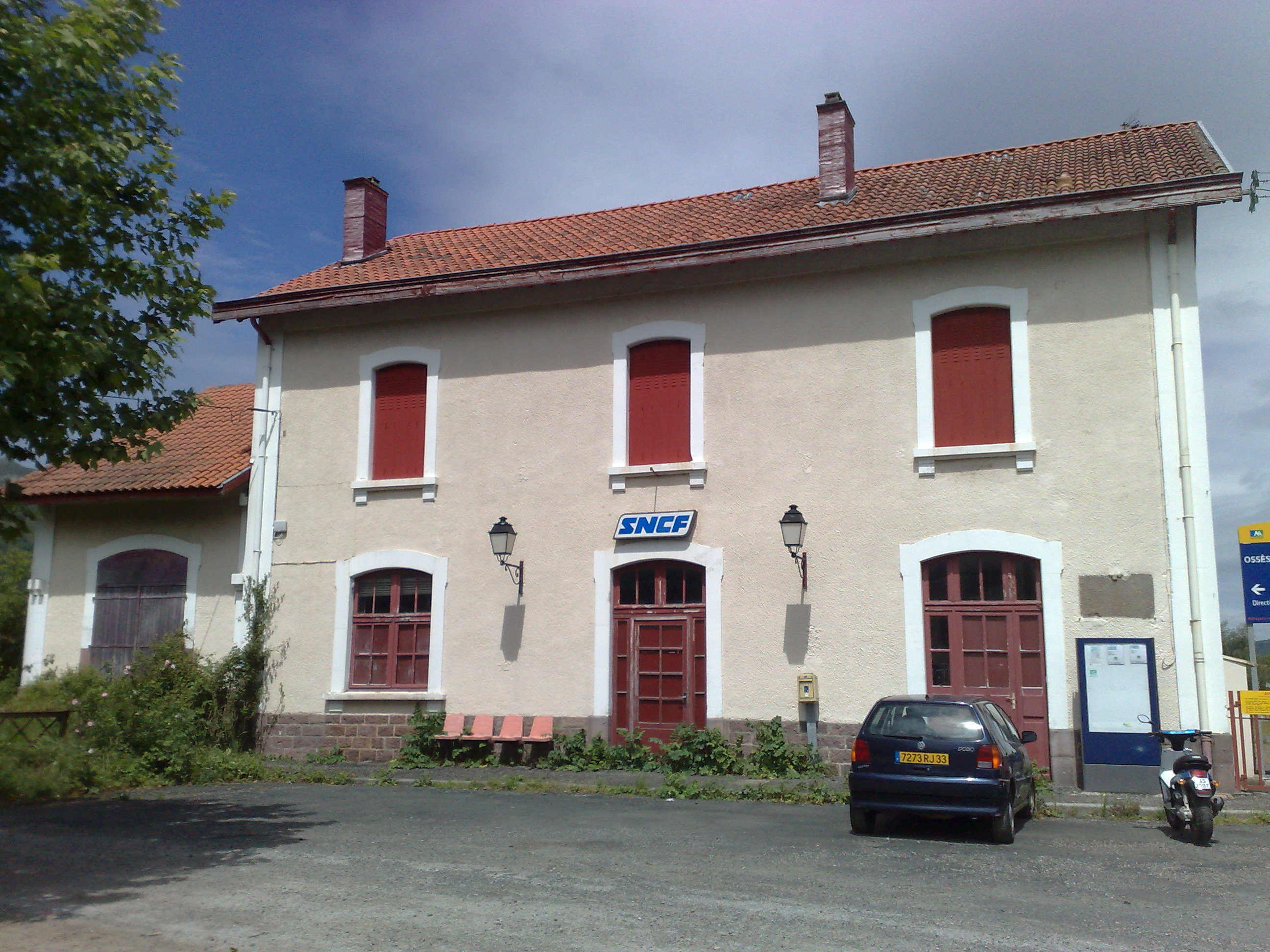
Вокзал
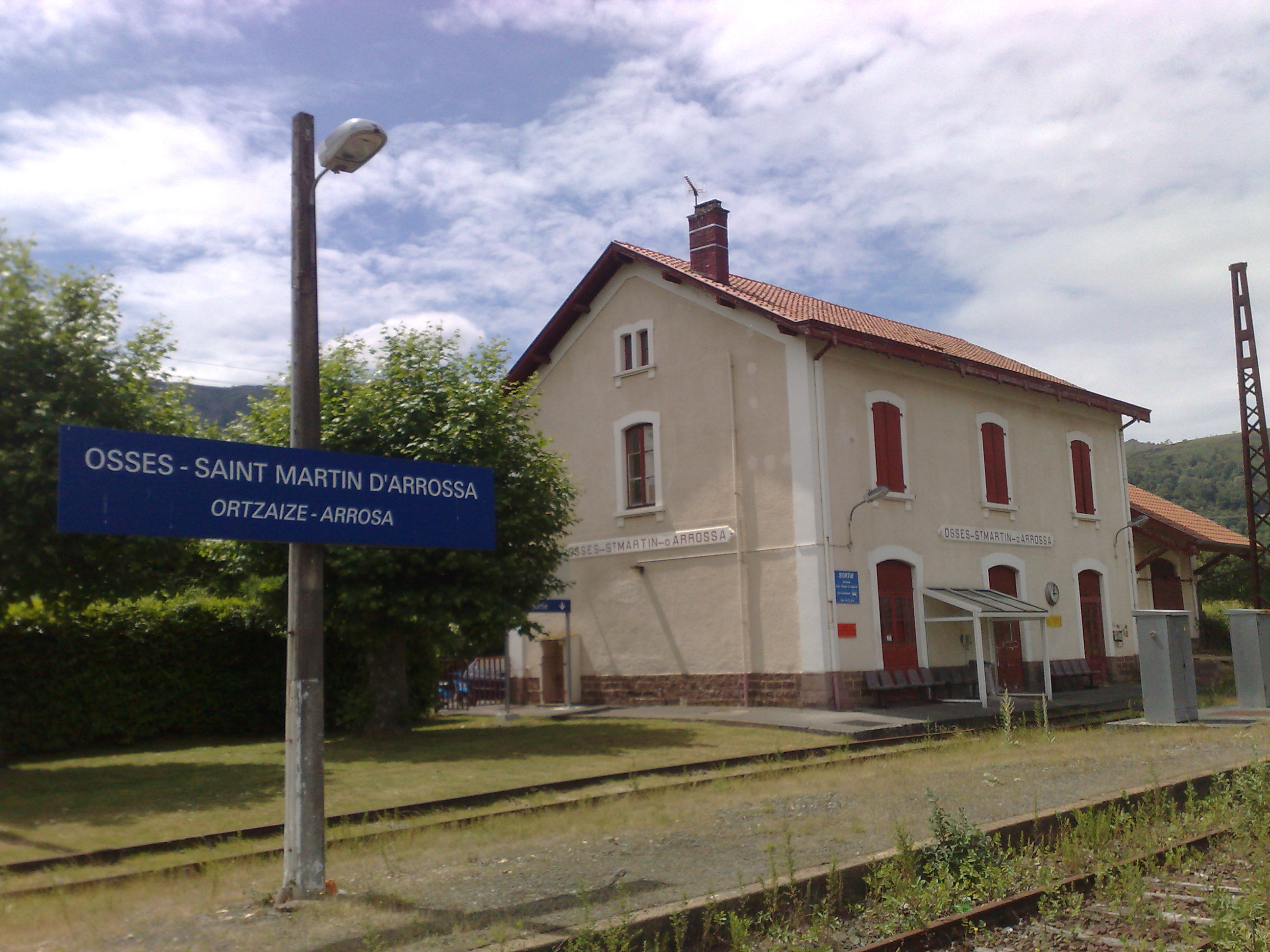
Вокзал